# Elektretmicrofoon

Elektretmicrofoon in gebruik

Een elektretmicrofoon is een microfoon waarin een akoestische trilling volgens een elektrostatisch principe uiteindelijk resulteert in een elektrische spanning. De werking van een elektretmicrofoon is gelijk aan die van een condensatormicrofoon, waarbij de voorspanning door de elektreet al aanwezig is. 
Twee permanent elektrisch geladen plaatjes, waarvan er één elastisch is opgehangen, kunnen bewegen ten opzichte van elkaar, met als resultaat een condensator waarvan de capaciteit varieert met de trillende lucht. 
Wanneer deze plaatjes ten opzichte van elkaar bewegen zal de spanning over de twee plaatjes veranderen, analoog aan de opgevangen geluidstrillingen. Deze veranderingen worden via de nodige elektronische componenten overgebracht naar de aansluiting van de microfoon. Omdat deze spanningsvariaties heel klein zijn wordt er op een van de plaatjes een scheikundige stof aangebracht die het elektrostatisch effect vergroot. Hierdoor kan de elektronica voldoende eenvoudig gehouden worden om de microfoon voor een aantrekkelijke prijs te kunnen produceren. Het nadeel van deze constructie is een lichte klankkleuring die door de elektronica moet worden weggefilterd. Dit type microfoon moet steeds gevoed worden, maar meestal volstaat een AA-batterij die in de behuizing van de microfoon kan worden aangebracht. 

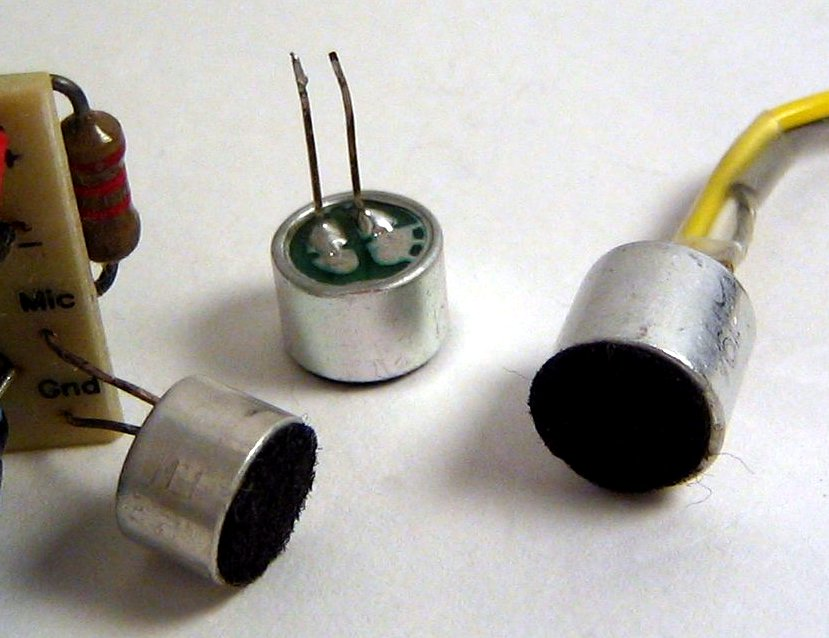
Enkele elektret microfoonelementen

Het microfoonelement is meestal rond en heeft een doorsnede van 5 tot 10 mm, en een dikte van 3 tot 15 mm. Er zijn meestal 2 aansluitingen, soms 3. Het microfoonelement wordt ook wel microfoonkapsel genoemd. 
De voordelen van dit type microfoon is dat ze klein en goedkoop zijn en ook de hoge tonen goed opnemen. De nadelen zijn de kleuring (vervorming) van het geluid en ruis.
Elektretmicrofoons worden onder andere toegepast in telefoons, headsets en memorecorders.

## Benaming
De Nederlandse benaming is 'elektreetmicrofoon', maar vrij algemeen wordt de benaming 'elektretmicrofoon' gebruikt. Fabrikanten gebruiken soms de Engelse term electret condenser microphone.
Een elektretmicrofoon is een goedkoop microfoontje, dat in allerlei dagelijkse producten zit. Een condensatormicrofoon is een veel duurdere microfoon, die veelal in geluidsstudio's gebruikt wordt.